# English Harbour East
English Harbour East es un pueblo canadiense situado en la provincia de Terranova y Labrador.

## Superficie
English Harbour East tiene una superficie de 2,81 km².

## Demografía
En 2021, tenía 117 habitantes, una densidad poblacional de 41,7 hab./km², y 66 viviendas.